# وشنوه
وشنوه، روستایی در دهستان فردو بخش فردو شهرستان کهک در استان قم ایران است.
دارای اماکن توریستی زیادی همانند مرقد امامزاده هادی، غار وشنوه که قدمت آن به دوران ساسانیان برمی‌گردد، قنات بالا و پایین و … می‌باشد. 
مهم‌ترین محصولات کشاورزی این روستا فندق، بادام و گردو است.
منابع قاجاری، وشنوه را مهمترین ناحیه ییلاقی برای اهالی قم دانسته اند: "اهل قم و طهران، هیچ ییلاقی را سالم تر از قریه وشنوه و مزارع آن نمی دانند."

## ریشه نام
احتمال‏های مختلفی برای ریشه نام وشنوه توسط محققین ارائه شده است:
1- احتمال داده اند که در گویش محلی به معنای "بهشت من" است.
2- وشنوه از "وَشَن + اُوِه" گرفته شده و به معنای "سرسبز و پر آب" است. این احتمال با گویش قمی و همچنین اسامی محلی رایج در دیگر جاینام های روستاهای ایران (خصوصا در زاگرس)، دارای قرابت است.
3- وشنوه از "فشن + ایوه" گرفته شده و به معنای "میوه بار، میوه افشان" است.
4- وشنوه از کلمه "وشف" گرفته شده که نام یک کوه در آن حوالی است. همچنین یک روستای دیگر در آن حوالی به نام وِسف وجود دارد. لذا ممکن است وشنوه در اصل از "وِسف اُوِه" یا "وشف اُوه" گرفت شده باشد و به معنای "محل پر آب در حوالی وشف/وسف" یا "ییلاق وسف/وشف" باشد. نظر به قدمت ساسانی و هخامنشی و مادی در ناحیه قم، می توان احتمال داد که وسف/وشف با ویسپا/وسپا/ویستا/ویشتا مرتبط باشد و معنایی مرتبط با معانی فارسی باستان "بلند، بلندمرتبه و پلنگ" داشته باشد. اکنون هم در آن ناحیه، با اسامی جاینامهایی مانند غار پلنگ و پلنگ چال و پلنگ دره، مواجهیم. از تاریخ شفاهی مردم محلی درباره حوالی 1340 هجری شمسی و از منابع مکتوب مربوط به دوران قاجار، به دست می آید که در کوه های آن ناحیه، پلنگ وجود داشته است. شایان ذکر است که در فاصله هوایی حدود 10 کیلومتری از وسف، یک کوه به نام "قله پلنگ آبی" یا "پلنگابی" با ارتفاع 3180 متر قرار دارد که دومین قله مرتفع استان قم به شمار می رود. جالب است که واژه پلنگابی، نوعی ترجمه فارسی دری برای ترکیب فارسی باستان "وِسف اُوِه" (با لحاظ توضیحات بالا) می تواند باشد.

## جمعیت
بر پایه سرشماری عمومی نفوس و مسکن در سال ۱۳۹۵، جمعیت این روستا برابر با ۶۵۷ نفر (۲۲۹ خانوار) بوده‌است.